# Sabena
Sabena (forkortelse for Société Anonyme Belge d'Exploitation de la Navigation Aérienne) var Belgiens statsligt ejede flyselskab fra 1923 til 2001, hvor selskabet gik konkurs. Datterselskabet SN Brussels Airlines fortsatte herefter som landets nationale flyselskab.

## Historie
Sabena grundlagdes 1923 som Belgiens nationale statslige flyselskab. Sabena grundlagdes idet SNETA, grundlagt 1919, ophørte med sin virksomhed. Den første flyvning fandt sted 1. juli 1923 mellem Bruxelles og London via Ostende. I 1924 fulgte ruter til Rotterdam og Strasbourg. I 1931 fulgte nye ruter i Europa til København, Malmø og senere Berlin.
Fra 1935 kom Sabena at spille en vigtig rolle i at forbinde Belgien med Belgisk Congo. Sabena drev desuden indenrigslinjer i landet mellem Léopoldville, Lindringla og Stanleyville. I mange år var aktiviteterne i Afrika selskabets mest profitable. I løbet af 1930'erne begyndte man at samarbejde med Air France og Lufthansa i Afrika.
Under 2. verdenskrig ophørte flyvningerne i Europa, men fortsatte i Congo. Efter krigen begyndte en ny æra med transatlantiske flyvninger. I 1947 åbnedes en rute til New York. Da Congo blev selvstændigt 1960 mistedes det omfattende rutenet i landet, men Sabena blev delejer af Air Congo. Sabena deltog desuden i evakueringen af belgiere til Europa, da uroligheder brød ud i landet i 1961.
Air France gik ind i som delejer af Sabena i 1993, men solgte allerede i 1995 sin ejerandel til Swissair. Sabena havde mod slutningen store finansielle problemer ligesom Swissair og gik konkurs i 2021. Årsagerne hertil var mange, men en af dem var, at Swissair ikke ydede den finansielle støtte, man havde lovet, hvilket gjorde, at Sabena ikke kunne betale for 34 nye Airbus-fly.
Selskabets lukning havde store konsekvenser for Brussels Airport. To år efter var antallet af internationale ruter halveret og passagerantallet var reduceret med omkring en fjerdedel. Det var særligt transfer- og transitpassagererne, der blev færre af, mens passagertrafikken med oprindelse og destination i Bruxelles var stort set uændret.

## Flåde
Sabenas flyflåde i 2001:
- :15 Airbus A319-100
- 6 Airbus A320-200
- 3 Airbus A321-200
- 6 Airbus A330-200
- 4 Airbus A330-300
- 2 Airbus A340-200
- 2 Airbus A340-300
- 6 Boeing 737-300
- 5 Boeing 737-500
- 2 McDonnell Douglas MD-11

### Historisk flåde
SABENA har tidligere fløjet bl.a.:
- Airbus A310
- Boeing 707
- Boeing 727
- Boeing 737-200, -400
- Boeing 747-100, -300
- Bristol 170 Freighter
- Caravelle
- Convair 240
- Convair 440 Metropolitan
- Douglas DC-3, C-47
- Douglas DC-4
- Douglas DC-6
- Douglas DC-7
- Douglas DC-10
- Junkers Jo 52/3m
- Lockheed Lodestar

## Billedgalleri
- SabenaDouglas DC-3OO-AUM,Manchester Airport1949
- SabenaDouglas DC-7Oo-SFC,Manchester Airport1962
- SabenaBristol 170 SuperfreighterG-APAV, Southend 1964
- Sabenade Havilland HeronOo-BIA,Rotterdam1968
- SabenaFokker F27 FriendshipOo-SCA, Amsterdam 1972
- SabenaBoeing 737-200Oo-SDL,Ostende1990
- SabenaMcDonnell Douglas MD-11Oo-SLA,Bryssel1992
- SabenaFokker F28 FellowshipF-BUTI,Stuttgart1995
- SabenaBAC 1-11G-OBWC,Frankfurt1995
- SabenaAirbus A310Oo-SCC,Bryssel1996
- SabenaAirbus A319Oo-SSK
- SabenaBritish Aerospace BAe 146Oo-DWA,Zürich2001

## Eksterne links
- |  | Wikimedia Commons har medier relateret til: Sabena |